# سویتلای کوپچیکووا
سویتلای کوپچیکووا (انگلیسی: Svitlana Kopchykova؛ زادهٔ ۱۷ مارس ۱۹۶۷) ورزشکار ورزش شنا اهل اتحاد جماهیر شوروی سوسیالیستی است.